# Smithsonian American Art Museum
Het Smithsonian American Art Museum is een museum in Washington en heeft een grote collectie van Amerikaanse kunst. Ook maakt het museum deel uit van het Smithsonian Institution.
Het museum werd in 1968 geopend toen het Smithsonian het Old Patent Office Building renoveerde zodat de collectie kon worden getoond. Hiervoor werd de collectie, die begonnen werd in 1829, tentoongesteld in een Smithsonian gebouw aan de National Mall. Het Smithsonian American Art Museum heeft in de jaren vele namen gehad: Smithsonian Art Collection, National Gallery of Art, National Collection of Fine Arts, en National Museum of American Art. Het museum gebruikt sinds oktober 2000 de huidige naam. Het Smithsonian American Art Museum deelt het historische gebouw met een ander Smithsonian museum, de National Portrait Gallery.
Het museum heeft een brede collectie van Amerikaanse kunst die alle regio en kunstbewegingen in de Verenigde Staten beslaat. Sommige kunstenaars waarvan werken in het museum zijn tentoongesteld zijn Nam June Paik, David Hockney, Georgia O'Keeffe, John Singer Sargent, Albert Bierstadt, Edmonia Lewis, Thomas Moran, Edward Hopper, en Winslow Homer. Het museum huisvest twee innovatieve openbare ruimtes, de Luce Foundation Center for American Art en het Lunder Conservation Center.